# Port lotniczy Al-Kuwajra Highway
Port lotniczy Al-Kuwajra Highway – mały port lotniczy położony w miejscowości Al-Kuwajra w Jordanii.